# Relações entre Alemanha Nazista e países árabes
A relação entre a Alemanha Nazista (1933-1945) e líderes do mundo Árabe abrangeu  desprezo,  propaganda,  colaboração e, em alguns casos, a emulação. As relações político-militares de cooperação foram fundadas em hostilidades compartilhadas em relação a inimigos comuns, tais como os imperialismos britânico e francês, o colonialismo, o comunismo e o Sionismo. Hitler fez várias declarações calorosas sobre o Islã como religião e ideologia   política. No entanto, Hitler e sua ideologia nazista também consideravam os árabes racialmente inferiores aos alemães.

## Percepções nazistas de Países Árabes

### Pontos de vista de Hitler sobre o Islã
Em discursos, Hitler fez, aparentemente, muitas referências cordiais à cultura islâmica, tais como: "Os povos Islâmicos irão sempre estar mais perto de nós do que, por exemplo, a França." e "A religião muçulmana teria sido muito mais compatível conosco do que o cristianismo."
Um famoso episódio sobre a perspectiva de Adolf Hitler acerca do Islã e dos Árabes, é narrado por Albert Speer em seu livro best-seller de memórias, "Inside the Third Reich". Speer relata que "Hitler ficou muito impressionado com um pedaço de história que ele tinha conhecido a partir de uma delegação de Árabes distintos." A delegação especulou que o mundo se teria tornaria muçulmano se os bereberes e os árabes tivessem vencido a  Batalha de Tours no século VIII d.C. e que os alemães se tornariam herdeiros de "uma religião que acreditava em espalhar a fé pela espada e subjugar todas as nações a essa fé. Tal credo era perfeitamente adequado ao temperamento Alemão." Em seguida, Speer apresenta declarações de Hitler sobre este assunto:
Hitler disse que os conquistadores Árabes, por causa de sua inferioridade racial, teriam, a longo prazo, sido incapazes de enfrentar o clima severo do país. Eles não poderiam ter mantido subjugados os nativos mais vigorosos, de modo que, em última instância, não os árabes, mas os alemães islamizados, poderiam ter ficado à frente desse Império Muçulmano.
Da mesma forma, Hitler foi transcrito dizendo: "Se Carlos Martel não tivesse sido vitorioso em Poitiers [...] então, provavelmente, teríamos sido convertidos ao islamismo, aquele culto que glorifica o heroísmo e que abre o sétimo Céu apenas aos corajosos guerreiros. Então as raças germânicas teriam conquistado o mundo".
De acordo com Speer, Hitler declarou em particular: " "Veja, foi nossa desgraça ter a religião errada. Por que não tivemos a religião dos japoneses, que consideram o sacrifício pela  Pátria como o bem supremo? A religião muçulmana também teria sido muito mais compatível conosco do que com o cristianismo. Por que tinha de  ser o cristianismo com sua mansidão e flacidez? "

### Pontos de vista de Hitler sobre o Mundo Árabe
Esta conversa ocorreu quando Hitler recebeu o enviado especial do governante saudita Ibn Saud, Khalid al-Hud al-Gargani. Mais cedo, nesta reunião, Hitler observou que uma das três razões pelas quais a Alemanha nazista tinha simpatia para com os árabes era:
... porque nós estávamos lutando em conjunto contra os judeus. Isso o levou a discutir a Palestina e as condições de lá, e ele afirmou que ele próprio não iria descansar até o último judeu ter deixado a Alemanha. Kalid al Hud observou que o Profeta Maomé ... tinha agido da mesma maneira. Ele expulsou os judeus da Arábia ... 
Gilbert Achcar observa com ironia que o Führer não apontou para os visitantes árabes naquela reunião que, até então, incitava os judeus alemães a emigrar para a Palestina e que o Reich ajudou ativamente as organizações sionistas a superar as supostas restrições impostas pelos britânicos à imigração judaica.

Hitler disse a seus comandantes militares, em 1939, pouco antes do início da guerra:
Devemos continuar a fazer distúrbios no Extremo Oriente e na Arábia. Vamos pensar como homens e vejamos, nesses povos, na melhor das hipóteses, meio-macacos que estão ansiosos para experimentar o chicote.
Antes da Segunda Guerra Mundial, todo o norte da África e o Oriente Médio estavam sob o controle de potencias europeias. Apesar das teorias raciais nazistas que denegriram os árabes como membros de uma raça  inferior, alguns árabes que ajudaram o Reich a lutar contra os britânicos pela posse do Oriente Médio foram tratados com honras e respeito.  Ao Mufti Haj Amin al-Husseini, por exemplo, "foi concedido o status de ariano honorário" pelos nazistas por sua estreita colaboração com Hitler e o Terceiro Reich.
O governo alemão desenvolveu uma associação amigável com os árabes  e cooperou com alguns líderes nacionalistas do Oriente Médio, baseando-se nos interesses anticoloniais e antissionistas que ambos possuíam. Os exemplos mais notáveis desta causa comum foram a revolta Árabe de 1936-1939 na Palestina e outras ações lideradas pelo Grande Mufti Haj Amin al-Husseini, e a Guerra Anglo-Iraquiana, quando o Golden Square (quatro generais, liderados por Rashid Ali al-Gaylani) derrubou o pró-Britânico 'Abd al-Ilah, regente no Iraque e instalou um governo pró-Eixo.
Em resposta ao golpe de Rashid Ali, Hitler emitiu a Diretriz Führer nº 30 em 23 de maio de 1941 para apoiar Ali a fim de combater a influência britânica no Iraque. A mensagem contida na diretriz era: "O Movimento da Liberdade árabe no Oriente Médio é nosso aliado natural contra a Inglaterra."
O General da Aviação Hellmuth Felmy foi designado como uma autoridade central para todos os "assuntos arabes relacionados a Wehrmacht", sob os termos da Diretiva N.º 30". OGeneral Felmy resumiu a perspectiva militar dos interesses estratégicos comuns dos alemães e árabes nacionalistas na seguinte passagem:
A já tensa situação no Oriente Médio foi ainda mais agravada com o aparecimento das aspirações nacionalistas dos  Judeus. O ódio árabe contra os judeus e o desapontamento árabe com falsas esperanças pela independência levaram a tumultos sangrentos. De início com natureza puramente anti-judaica e dirigida contra a crescente imigração judaica para a Palestina, os levantamentos foram mais tarde voltados para a Grã-Bretanha como o poder mandatório. A situação continuou a ser insatisfatória até o início da Segunda Guerra Mundial, quando foi ofuscada pela crise na Europa. Quando a Inglaterra declarou a guerra à Alemanha, as organizações sionistas, que tinham apoiado ativamente o influxo de imigrantes judeus na Palestina, proclamaram de imediato a solidariedade com a Grã-Bretanha contra a Alemanha.

Em 11 de junho de 1941, Hitler e o Comandante Supremo das Forças Armadas emitiram a Diretiva N ° 32, intitulada "Preparativos para o período após "Barbarossa'" que dizia (em parte):
Exploração do Movimento da Liberdade árabe. A situação dos ingleses no Oriente Médio será mais precária, no caso de grandes operações alemãs, se mais forças britânicas estiverem limitadas no momento certo por agitação civil ou revolta. Todas as medidas militares, políticas e de propaganda para este fim devem ser estreitamente coordenadas durante o período preparatório. Como agência central no exterior, nomeo a "Equipa Especial F", que deve participar de todos os planos e ações na área árabe, cuja sede deve estar na área do Comandante Forças Armadas do Sudeste. Os especialistas e agentes disponíveis mais competentes serão disponibilizados. O Chefe do Alto Comando das Forças Armadas especificará os deveres da "Equipa Especial F", de acordo com o Ministro dos Negócios Estrangeiros, onde as questões políticas o estiverem envolvidas.
O general de Artilharia Walter Warlimont, que estava envolvido em alianças militares com alguns árabes, relata que muitos oficiais alemães acreditavam que:
...o único ponto de união política real entre os árabes era seu ódio comum aos judeus, enquanto que os "movimentos nacionalistas árabes", como tal, devido à diversidade de interesses nos vários países árabes, existiam apenas no papel.

## Percepções Árabes de Hitler e o Nazismo
De acordo com Gilbert Achcar, não houve uma percepção árabe unificada do nazismo: 
| “ | Em primeiro lugar, não há tal coisa como os árabes. Falar no singular de um discurso árabe é uma aberração. O mundo árabe é conduzido por uma multiplicidade de pontos de vista. Na época, pode-se destacar quatro grandes correntes ideológicas, que se estendem do liberalismo ocidental, através do marxismo e do nacionalismo, ao fundamentalismo islâmico. Em relação a estes quatro, o liberalismo ocidental e o marxismo, claramente rejeitaram o nazismo, em parte em motivos compartilhados (como a herança dos pensadores da Era dos Iluministas) e a denúncia do nazismo como uma forma de racismo e, parcialmente, por causa de suas afiliações geopolíticas. Sobre esta questão, o nacionalismo árabe é contraditório. Se alguém olhar atentamente, no entanto, o número de grupos nacionalistas que se identificaram com a propaganda nazista acaba sendo bastante reduzido. Há apenas um clone do nazismo no mundo árabe, a saber, o Partido Social Nacionalista Sírio, que foi fundado por um cristão libanês, Antoun Saadeh. O Partido do Jovem Egito flertou por um tempo com o nazismo, mas foi uma festa inconstante, uma fogueira. Quanto às acusações de que o Partido Baath foi, desde o início na década de 1940, inspirado pelo nazismo, elas são completamente falsas. | ” |

Hitler e sua ideologia fascista eram controversos nos países islâmicos, como eram na Europa, com ambos tendo apoiantes e opositores.
Grandes programas de propaganda foram lançados nos países árabes, primeiro pela Itália Fascista e posteriormente pela Alemanha Nazista. Os nazistas em particular, focaram em influenciar a nova geração de pensadores políticos e ativistas. 
Erwin Rommel era quase tão popular como de Hitler. Alguns árabes usavam "Heil Rommel" como uma saudação comum em seus países.  Os árabes pensaram que os alemães os libertariam da dominação colonial da França e da Grã-Bretanha.  Depois da capitulação francesa frente à  Alemanha em 1940, alguns árabes entoavam cânticos contra os franceses e britânicos nas ruas de Damasco: "Não mais Monsieur, não mais Mister, Alá no céu e Hitler na terra." Cartazes em árabe que diziam: "No céu Alá é o governante e na Terra é Hitler"  estavam frequentemente dispostos em lojas nas cidades da Síria.

Alguns árabes ricos que viajaram para a Alemanha nos anos 1930, trouxeram de volta com eles ideias fascistas que foram incorporadas ao nacionalismo árabe. Um dos principais fundadores do pensamento ba'athista e o Partido Baath, Zaki al-Arsuzi, declararam que o fascismo e o nazismo influenciaram muito a ideologia baathista. Um associado de al-Arsuzi, Sami al-Jundi, escreveu:
 "Nós éramos racistas. Admirávamos  os nazistas. Estávamos imersos em literatura e livros nazistas que eram a fonte do espírito nazista. Nós fomos os primeiros que pensaram em uma tradução de Mein Kampf. Quem vivia em Damasco naquela altura era testemunha da inclinação árabe pelo nazismo. Michel Aflaq, fundador da filosofia Baathista, admirou Hitler e os nazistas por enfreentarem a Grã-Bretanha e a América. Essa admiração combinaria aspectos do nazismo com o Baathismo".

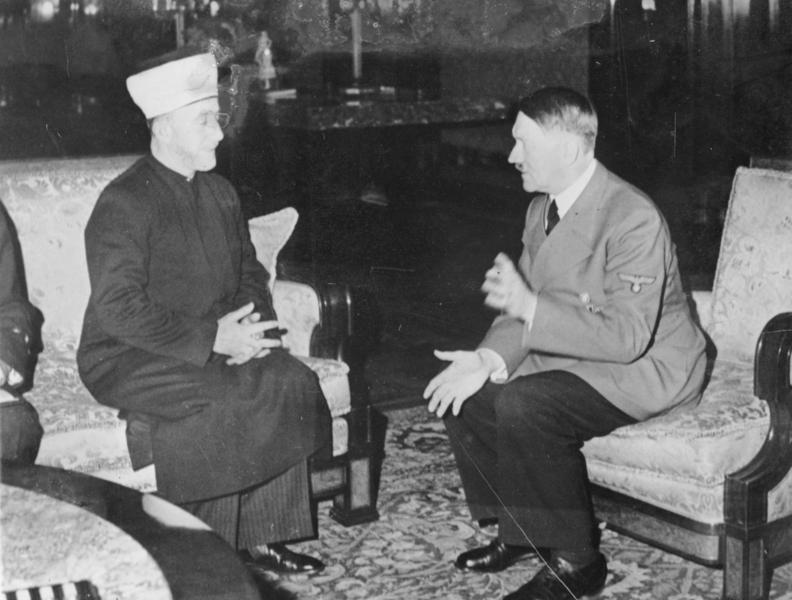
Haj Amin al-Husseini e Adolf Hitler em 28 de novembro de 1941.

Os dois políticos árabes mais notáveis que colaboraram ativamente com os nazistas foram Grand Mufti de Jerusalém (al Quds) Haj Amin al-Husseini, e o primeiro-ministro Iraquiano Rashid Ali al-Gaylani.
Os britânicos forçaram Mufti al-Husseini ao exílio por seu papel na revolta árabe de 1936-1939 na Palestina. O ex-Mufti tinha agentes no Reino do Iraque, e nas regiões do Mandato Francês da Síria e Mandato Britânico da Palestina. Em 1941, o Mufti apoiou ativamente o golpe de Estado do grupo "Golden Square"  iraquiano, liderado por Rashid Ali al-Gaylani.

Depois que o regime iraquiano do "Golden Square" foi derrotado pelas forças pró-britânicas, Rashid Ali, o Mufti e outros veteranos iraquianos se refugiaram na Europa, onde apoiaram os interesses do Eixo. Eles foram particularmente bem sucedidos no recrutamento de dezenas de milhares de muçulmanos para serem membros de unidades alemãs de Schutzstaffel (SS) e como propagandistas para o mundo de língua árabe. A gama de atividades colaborativas foi ampla. Por exemplo, Anwar Sadat, que mais tarde se tornou presidente do Egito, foi um cooperador voluntário na espionagem da Alemanha nazista de acordo com suas próprias memórias.

Adolf Hitler se encontrou com Haj Amin al-Husseini em 28 de novembro de 1941. As notas oficiais alemãs dessa reunião contêm inúmeras referências ao combate contra os  judeus dentro e fora da Europa. Os seguintes trechos dessa reunião são declarações de Hitler ao Mufti:
A Alemanha defendeu uma guerra intransigente contra os judeus. Isso naturalmente incluia a oposição ativa ao lar nacional judaico na Palestina, que não era senão um centro, na forma de um estado, para o exercício da influência destrutiva dos interesses judaicos. ... Esta foi a luta decisiva; no plano político, se apresentou no essencial como um conflito entre a Alemanha e a Inglaterra, mas ideologicamente era uma batalha entre o nacional-socialismo e os judeus. Escusado seria dizer que a Alemanha proporcionaria ajuda positiva e prática aos árabes envolvidos na mesma luta, porque as promessas platônicas eram inúteis em uma guerra por sobrevivência ou destruição em que os judeus pudessem mobilizar todo o poder da Inglaterra para seus fins. ... o Führer, por si só, daria ao mundo árabe a garantia de que sua hora de libertação havia chegado. O objetivo da Alemanha seria então apenas a destruição do elemento judaico que residia na esfera árabe sob a proteção do poder britânico. Naquela hora, o Mufti seria o porta-voz mais autorizado do mundo árabe. Seria então sua tarefa desencadear as operações árabes, que ele preparara secretamente. Quando esse tempo chegasse, a Alemanha também poderia ser indiferente à reação francesa a tal declaração.
Haj Amin al-Husseini tornou-se o colaborador árabe mais proeminente com os poderes do Eixo. Desenvolveu amizades com nazistas de alto escalão, incluindo Heinrich Himmler, Joachim von Ribbentrop e (possivelmente) Adolf Eichmann. Ele contribuiu para os serviços de propaganda do Eixo e para o recrutamento de soldados muçulmanos e árabes para as forças armadas nazistas, incluindo três divisões de SS, constituídas por muçulmanos da Iugoslávia.[carece de fontes?]
 Ele estava envolvido no planejamento de "operações de guerra dirigidas contra a Palestina e o Iraque, incluindo incursões de paraquedistas alemães e agentes árabes para fomentar ataques contra os judeus na Palestina". Ele ajudou a entrada alemã no norte da África, em particular a entrada alemã na Tunísia e na Líbia. Sua rede de espionagem forneceu à Wehrmacht uma advertência de quarenta e oito horas antes da invasão aliada do norte da África. A Wehrmacht, no entanto, ignorou essa informação, que acabou por ser completamente precisa. Ele interveio e protestou contra as autoridades governamentais para evitar que os judeus emigrassem para a região do Mandato Britânico da Palestina. Há provas convincentes de que ele estava ciente da solução final nazista. Depois que a guerra terminou, ele afirmou que nunca soube sobre os campos de extermínio ou os planos de genocídio, que a "evidência" contra ele foi forjada por seus inimigos judeus e até negou ter encontrado Eichmann. Ele ainda é uma figura controversa, vilipendiada e homenageada por diferentes facções políticas no mundo árabe contemporâneo.
Pesquisadores como Jeffrey Herf, Meir Zamir ou Hans Goldenbaum concordam sobre a importância do esforço de propaganda alemão no Oriente Médio e África do Norte. Mas a pesquisa mais recente sobre as transmissões de rádio maciças e influentes pôde provar que "os textos foram fornecidos pelo pessoal alemão e não, como por vezes se acreditou, pelo leitor [es] das transmissões árabes [...]". Além disso, Goldenbaum conclui que "o homem que foi considerado o muçulmano mais importante do Reich, Mohammed Amin al-Husseini, o Mufti de Jerusalém, não desempenhou nenhum papel particularmente importante neste caso. Apesar de seus discursos em árabe terem sido transmitidos pela Rádio Berlim e ter sido  sempre foi apresentado como um modelo,  Al-Husseini não teve influência no conteúdo das transmissões. Os árabes em geral não parecem ter sido parceiros com direitos iguais. Em vez disso, eles eram receptores secundários de propaganda e ordens, concluiu Goldenbaum. A cooperação nunca ultrapassou a luta comum enfatizada contra o colonialismo."

## Oposição
Gilbert Achcar, professor de Estudos do Desenvolvimento na Escola de Estudos Orientais e Africanos da Universidade de Londres, argumenta que as narrativas históricas muitas vezes enfatizam demais a colaboração e subestimam a história política árabe progressista, ofuscando as muitas dimensões do conflito entre o nazismo e o mundo árabe . Ele acusa os sionistas de promulgar uma narrativa "colaboracionista" para fins partidários. Ele propõe que as atitudes políticas árabes dominantes eram "anti-colonialismo" e "antissionismo", embora apenas uma fração, comparativamente pequena,  adotasse o anti-semitismo, e a maioria dos árabes eram realmente pró-aliados e antieixo (como evidenciado pelo alto número de árabes que lutaram pelas forças aliadas). Achcar declara:
A narrativa sionista do mundo árabe baseia-se centralmente em torno de uma figura que é omnipresente em toda essa questão - o Grande Mufti de Jerusalém Hajj Amin al-Husseini, que colaborou com os nazistas. Mas o registo histórico é realmente bastante diversificado. A reação inicial ao nazismo e Hitler no mundo árabe e especialmente  da elite intelectual foi muito crítica para o nazismo, que foi percebido como um fenômeno totalitário, racista e imperialista. Foi criticado pelos liberais ou o que eu chamo de liberais ocidentalizados, ou seja, aqueles que foram atraídos pelo liberalismo ocidental, bem como pelos marxistas e nacionalistas de esquerda que denunciaram o Nazismo como outra forma de imperialismo. De fato, apenas uma das principais correntes ideológicas do mundo árabe desenvolveu uma forte afinidade com o anti-semitismo ocidental, e isso era o fundamentalismo islâmico - nem todo o islamismo ou os movimentos islâmicos, mas aqueles com as mais reacionárias interpretações do islão. Eles reagiram ao que estava acontecendo na Palestina, abraçando as atitudes antisemitas ocidentais.

## Cooperação

### Mandato Britânico da Palestina
Os líderes palestinos árabes e nazistas disseram que tinham uma causa comum contra os judeus em todo o globo. Contudo, o efeito prático mais significativo da política nazista sobre a Palestina entre 1933 e 1938, foi aumentar radicalmente a taxa de imigração de judeus alemães e europeus e dobrar a população de judeus palestinos. O Mufti enviou mensagens a Berlim através de Heinrich Wolff, o cônsul geral de Alemanha em Jerusalém endossando o advento do novo regime em março de 1933, entusiasmado com a política antijudaica nazista e particularmente com o boicote antijudio em Alemanha. "[O Mufti e outros xeques pediram apenas] que os judeus alemães não sejam enviados para a Palestina."

A política nazista para resolver o problema judaico até o final de 1937 enfatizou a motivação dos judeus alemães para emigrar do território alemão. Durante este período, o mandato da Liga das Nações para o estabelecimento de uma pátria judaica na região do Mandato Britânico da Palestina,  para ser usado como refúgio para os judeus era "ainda reconhecido internacionalmente". A Gestapo e a SS cooperaram inconsistentemente com várias organizações e esforços judaicos (por exemplo, Hanotaiah Ltd., o Banco Anglo-Palestino, o Banco da Sociedade do Templo, o HIAS, o Comitê de Distribuição Conjunta, os Sionistas Revisionistas e outros), mais notavelmente no Acordos de Haavurah, para facilitar a emigração para a Palestina
Nora Levin escreveu em 1968: "Até meados de 1938, a Palestina tinha recebido um terço de todos os Judeus que emigraram da Alemanha desde 1933 -- 50,000 de um total de 150 000." Edwin Black, beneficiado com  estudos académicos mais recentes, escreveu que 60.000 Judeus alemães imigraram para a Palestina entre 1933 através de 1936, trazendo com eles $100.000.000 de dólares (1,6 mil milhões de dólares em 2009, em dólares). Este precipitado aumento da população judaica palestina estimulou a resistência política  Árabe-Palestina à continuação da imigração Judaica, e foi a principal causa para a revolta Árabe de 1936-1939 na Palestina, o que levou à decisão britânica, no Livro Branco de 1939,  de abandonar o Mandato da Liga das Nações para estabelecer um Lar Nacional Judeu na Palestina. A mudança resultante na política Britânica efetivamente fechou a  Palestina para a maioria dos Judeus europeus, que sofreram perseguição durante a II Guerra Mundial. Depois de 1938, a maioria das organizações Sionistas  aderiu a uma estratégia de " combater o Livro Branco como se não houvesse guerra e combater na guerra como se não houvesse Livro Branco”. Os Sionistas iriam contrabandear Judeus na Palestina, sempre que possível, independentemente de isso os colocar em conflito com as autoridades Britânicas. Ao mesmo tempo, os Sionistas e os outros Judeus aliaram-se  aos Britânicos na luta contra a Alemanha e o Eixo, mesmo enquanto os Britânicos bloqueavam a fuga de Judeus europeus para a Palestina.

Em 1938, a política alemã para a Pátria Judaica na Palestina parece ter-se alterado substancialmente, como indicado nesta not do Ministério alemão dos Negócios Estrangeiros em 10 de Março de 1938:
 O fluxo de entrada na Palestina de capital alemão judaico irá facilitar a construção de um estado Judeu, o que vai contra os interesses alemães; porque este estado, em vez de absorver o mundo judeu, um dia vai trazer um aumento considerável do poder político dos judeus no mundo. 
Uma consequência da oposição do Mufti ao papel da  Inglaterra como potência mandatária na Palestina e sua rejeição das tentativas britânicas de chegar a um compromisso entre Sionistas e Árabes Palestinos foi a de que o Mufti foi forçado a fugir da Palestina. Muitos de seus seguidores, que havia lutado contra os Judeus e os inglêses na Palestina, seguiram-no   e continuaram a trabalhar para seus objetivos políticos. Entre os mais notáveis Palestinos soldados nesta categoria esteve Abd al-Qadir al-Husayni, um parente e oficial do Mufti, que tinha sido ferido duas vezes em fases iniciais da  revolta Árabe na Palestina de 1936-39. O Mufti enviou Abd al-Qadir al-Husayni para a Alemanha, em 1938, para formação em explosivos. Abd al-Qadir al-Husayni, em seguida, trabalhou com o Mufti para apoiar o regime do "Golden Square" e, consequentemente, foi condenado à prisão pelos ingleses depois que eles retomaram o Iraque. Posteriormente, ele se tornou o popular líder de aproximadamente 50.000 Palestinos Árabes, que se juntaram ao Mufti no Exército da Guerra Santa  (Army of The Holy War), durante a guerrsa  Árabe–Israelense de 1948. Seu companheiro veterano do Iraque e colaborador dos Nazis  Fawzi al-Qawuqji tornou-se um general rival na mesma luta contra o Sionismo.
Após a Noite dos Cristais do Reich,  em novembro de 1938, a maioria  das organizações judaicas e sionistas alinharam  com a grã-Bretanha e seus aliados para se opor à emanha Nazista. Daí em diante, a assistência organizada da Gestapo às  organizações judaicas que transportavam judeus europeus para a Palestina tornou-se muito mais esporádica, apesar de o suborno de alguns alemães, muitas vezes, ajudar a realizar tais operações, mesmo depois de a política oficial o desencorajar.

O Mufti se opôs a toda a imigração de judeus para a Palestina. As numerosas cartas do Mufti apelando para várias autoridades governamentais para evitar a emigração judaica para a Palestina foram amplamente republicadas e citadas como evidência documental de sua colaboração com os nazistas e seu apoio participativo para suas ações. Por exemplo, em junho de 1943, o Mufti recomendou ao ministro húngaro que seria melhor enviar judeus da Hungria para campos de concentração na Polônia em vez de deixá-los encontrar asilo na Palestina (não é inteiramente claro que o Mufti estivesse ciente dos  Campos de Extermínio na Polônia, por exemplo, Auschwitz, nessa altura):
Peço a vossa Excelência que me permita chamar a sua atenção para a necessidade de evitar que os Judeus abandonem o  seu país para a Palestina, e se há razões que façam com que sua remoção seja necessária, seria indispensável e infinitamente preferível para enviá-los para outros países, onde eles poderiam estar sob  controle ativo, por exemplo, na Polônia ... 

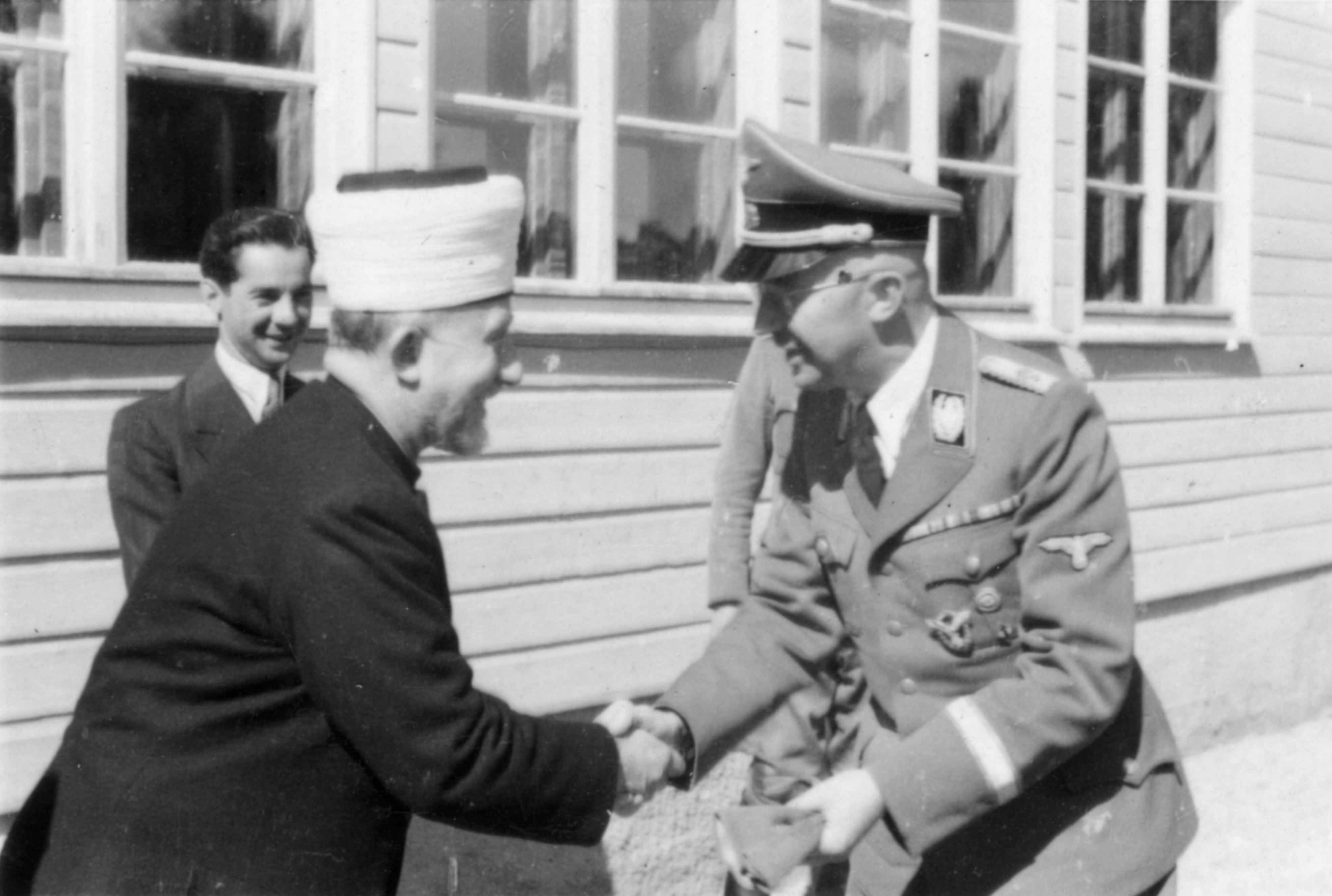
Haj Amin al-Husseini reunião com Heinrich Himmler (1943).

Achcar cita as memórias do Mufti sobre estes esforços para influenciar os poderes do Eixo para evitar a emigração de judeus  do Leste Europeu  para a Palestina:
Nós combatemos esta empresa, por escrito, para Ribbentrop, Himmler e Hitler, e, a partir daí, os governos da Itália, a Hungria, a Romênia, a Bulgária, a Turquia e outros países. Nós conseguimos frustrar esta iniciativa, uma circunstância que levou os Judeus a fazer terríveis acusações contra mim, em que me consideraram responsável pela liquidação de quatrocentos mil Judeus que não conseguiram emigrar para a Palestina neste período. Eles acrescentaram que eu deveria ser julgado como um criminoso de guerra em Nuremberg. 
Achcar, em seguida, observa que, embora a motivação do Mufti para bloquear a emigração Judaica para a Palestina:
...fosse certamente legítima, quando foi dirigida  como um apelo para as autoridades  britânicas ....  não tinha legitimidade de qualquer natureza, quando endereçadas a autoridades Nazis que haviam colaborado com os Sionistas para enviar dezenas de milhares de Judeus alemães para a Palestina e, depois se propuseram a exterminar os judeus da Europa. O Mufti estava bem consciente de que os Judeus Europeus estavam a ser dizimados; ele nunca afirmou o contrário. Nem, ao contrário de alguns de seus atuais admiradores, entrou no jogo ignóbil, perverso e estúpido de negação do Holocausto.... O seu amor-próprio não lhe permitiria justificar-se aos Judeus,.... regozijando-se com os judeus terem  pago um preço muito mais elevado do que os alemães... ele cita... : "Suas perdas na Segunda Guerra Mundial, representam mais de trinta por cento do número total de seu povo" .... Afirmações como esta, de um homem que estava bem colocado para saber o que os Nazistas haviam feito ... constitui um poderoso argumento contra os negadores do Holocausto. Husseini relata que o  Reichsführer-SS Heinrich Himmler ... lhe disse , no verão de 1943, que os Alemães tinham 'já exterminados mais de três milhões de Judeus: "eu estava surpreso por este número, já que não sabia nada sobre o assunto até então." .... Assim. em 1943, Husseini sabia sobre o genocídio....Himmler ... novamente no verão de 1941 ... disse-lhe em segredo que ... a Alemanha teria uma bomba atômica dentro de  três anos.... 
Em novembro de 1943, quando ele tornou-se consciente da natureza da Solução Final, o Mufti disse:
É o dever dos muçulmanos em geral e dos  árabes em particular ... expulsar todos os judeus dos países árabes e muçulmanos.... a Alemanha também está lutando contra o inimigo comum que oprimiu árabes e muçulmanos nos seus diferentes países. Eles reconheceram  muito claramente  os judeus pelo que eles são e resolveram encontrar uma solução definitiva  ("endgültige Lösung" ) para o perigo judaico, que irá eliminar o flagelo que os judeus representam no mundo. . 

### Reino do Iraque
Em 1 de abril de 1941, um dia depois de o General Erwin Rommel  começar a sua ofensiva na Tunísia, o golpe de estado no Iraque  derrubou o regime iraquiano pró-Britânico. As memórias do General  Felmy sobre a  subsequente Guerra Anglo-Iraquiana incluem:
Rashid Ali enviou um apelo urgente de assistência para Berlim, onde o Alto Comando da Wehrmacht realizou uma conferência em 6 de Maio de 1941, para discutir as medidas a serem tomadas para apoiar a rebelião. Decidiu-se dar o Iraque toda a ajuda possível, e intensificar a guerra contra a Grã-Bretanha no Oriente Médio. As relações diplomáticas entre o Terceiro Reich e o Iraque foram retomadas. O ex-Embaixador alemão para o Iraque, o Dr. Grobba, retornou a Bagdá.
O Dr. Fritz Grobba serviu intermitentemente como embaixador alemão no Iraque de 1932 a 1941, apoiando movimentos antijudaicos e fascistas no mundo Árabe. Intelectuais e oficiais do exército foram convidados para a Alemanha como convidados do partido Nazista e material anti-semita foi publicado nos jornais. A embaixada da Alemanha comprou o jornal al-Alam al-Arabi ("O Mundo Árabe"), que publicou propaganda anti-judaica, anti-inglesa e pró-nazista, incluindo uma tradução serializada do Mein Kampf de Hitler em árabe.  
Em 1-2 de junho de  1941, logo após o colapso do governo pró-Nazista de Rashid Ali  no Iraque, o Mufti e outros inspiraram um pogrom contra os Judeus de Bagdá conhecido como o Farhud. As estimativas de  vítimas judaicas variam de menos de 110 para mais de 600 mortos, e de 240 para 2000 feridos.  A pesquisa de Gilbert Achcar indica que o historiador Bernard Lewis teria citado erroneamente o número total de vítimas como o número de  vítimas judaicas, já que a esmagadora maioria parece ter sido morta pela repressão dos Árabes dirigida pelos britânicos. Edwin Black conclui que os números exatos nunca serão conhecidos, apontando a improbabilidade da estimativa inicial nos relatórios oficiais de 110 mortes, que incluiu tanto  Árabes como Judeus (incluindo 28 mulheres), em oposição às reivindicações das fontes Judaicas de que pelo menos 600 Judeus foram mortos. Da mesma forma, as estimativas das casas judaicas destruídas variam de 99 para mais de 900 casas. Embora estes números sejam debatidos na literatura secundária, é geralmente aceite que mais de 580  empresas judaicas foram saqueadas. O grupo de jovens  iraquiano-árabe Futuwwa —modelado segundo a Juventude de Hitler—foi amplamente creditado pelo  Farhud. O Futuwwa foi comandado pelo ministro da educação iraquiano Saib Shawkat, que também elogiou Hitler por erradicar os judeus.

Em junho de 1941, a Directiva nº 32 do Alto Comando da Wehrmacht  e as "Instruções para a Equpa Especial  F" designaram a Equipe Especial  F como a agência central da Wehrmacht  para todos os assuntos  que afectassem o mundo Árabe. O General  Felmy testemunha sobre este período:
Na época da rebelião iraquiana,  vároios estudantes árabes que residiam na Alemanha ofereceram-se como voluntários ... no Alto Comando da Wehrmacht, Grupo de Estrangeiros ... para receber um curso de formação de quatro semanas em Dueren, na Alemanha Ocidental. Cerca de 30 voluntários árabes foram transferidos de Dueren para a Equipa Especial F como o quadro para o batalhão de treino alemão-árabe promovido ... Sunium, ... A grécia ... em julho de 1941. A formação dos Muçulmanos começou de imediato. Os Árabes tinham um conhecimento razoável do alemão e mostraram-se dispostos a aprender....Um erro que foi feito foi usar como instrutores alemães que viveram na Palestina e em outros países do Oriente Médio. Esses homens haviam sido acostumados a considerar os árabes como uma raça de servos, e qualquer coisa  dessa atitude insinuava-se na instrução. Quando foram feitos esforços para estabelecer uma melhor relação de trabalho ... os Árabes chegaram à conclusão de que  já eram considerados como plenos parceiros do Eixo. Um dos principais problemas ... foi o conflito instaurado pela diferença nas lealdades políticas dos voluntários. Alguns dos últimos professavam a sua fé em um chefe árabe, enquanto outros argumentavam os méritos de seu adversário. Assim, um certo número de voluntários já tinha secretamente contactado  Fawzi al-Qawuqji. o líder do exército Sírio. Depois de escapar dos britanicos  de avião , Fawzi estabeleceu-se em Berlim e começou a ter um interesse ativo pelos árabes em Sunium.
Fawzi al-Qawuqji havia sido agraciado com uma Cruz de Ferro de segunda classe, pelos seus serviços como tenete no Exército Otomano, lutando lado a lado com os prussianos do General Otto von Kreiss, que se opuseram aos  britânicos na Palestina durante a Primeira Guerra Mundial. Viria a tornar-se famoso quando foi nomeado comandante pela Liga Árabe, do Exército de Libertação Árabe, um dos cinco exércitos árabes envolvidos em 1948 na Guerra Árabe–Israelense.
A divisão política  entre essas facções, e principalmente entre os dois grandes líderes, Haj Amin al-Husseini e Rashid Ali, foram um problema persistente para os Árabes que haviam fugido do Iraque e encontrado asilo com os seus aliados do Eixo na Europa. Os problemas para os seus apoiantes que permaneceram nas terras árabes sob controle dos Aliados poderiam ser pior, no entantoː o combatente palestiano Abd al-Qadir al-Husayni passou mais de quatro anos na prisão por sua participação na rebelião do  Iraque.

### Norte de África

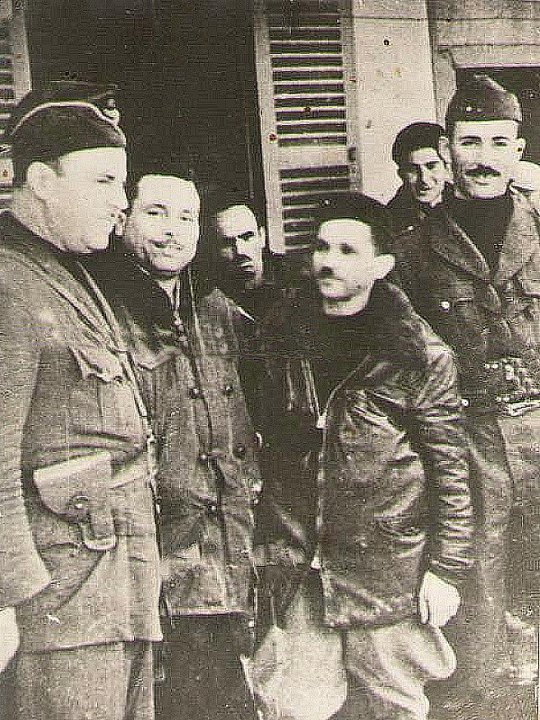
O argelino Saïd Mohammedi (à esquerda) ajudou a Luftwaffe alemã (Força Aérea) durante a Segunda Guerra Mundial, após o que se juntou à Revolução Argelina em 1954.

Em 20 de janeiro de 1942, quinze elemntos de topo do Partido Nazista alemão e funcionários do governo se reuniram em uma casa em Wannsee, um subúrbio de Berlim, para coordenar a execução da "Solução Final" (Endlösung) da questão judaica. Nesta Conferência de Wannsee, Reinhard Heydrich, adjunto de Heinrich Himmler, e chefe do Reichssicherheitshauptamt (Reich Security Escritório Principal, ou RSHA), observou o número de Judeus a serem eliminados em cada território. Na notação para a França, há duas entradas, de 165.000 para a França Ocupada, e 700.000 para a Zona Não Ocupada, que incluiu as possessões francesas do Norte de África, isto é, Marrocos, Argélia e Tunísia.
A SS tinha estabelecido uma unidade especial de 22 pessoas, em 1942, "para matar Judeus no Norte da África". Foi liderada pelo SS Obersturmbannführer Walter Rauff, que ajudou a desenvolver os  veículos gaseadores que os Alemães  usaram para o assassinato de prisioneiros russos  e judeus na Rússia e na Polónia. Uma rede de campos de trabalho foi estabelecida na Tunísia, Argélia e Marrocos. Mais de 2.500 judeus tunisianos morreram durante um período de seis meses nesses campos.
De acordo com Robert Satloff, apenas um Árabe no Norte da África, Hassan Ferjani, foi condenado por um  tribunal militar Aliado na II Guerra Mundial, por ações que levaram à morte de judeus, membros do sexo masculino da família Scemla da Tunísia, enquanto que muitos árabes agiram para salvar Judeus. Por exemplo, o Rei Mohammed V recusou-se a fazer que os 200.000 Judeus que viviam em Marrocos usassem estrelas amarelas, embora  esta prática discriminatória fosse imposta na França. Ele é citado como tendo afirmadoː  "Não há Judeus em Marrocos. Apenas súbditos." O historiador Haim Saadn opina que salvo algumas exceções, em Marrocos não houve violência dos muçulmanos  contra os judeus, e que embora não houvesse um sentido particular de camaradagem, judeus e muçulmanos tratavam-se bastante bem.

## Assimilação e emulação árabe do Nazismo

### Nacionalistas
Muitos movimentos emergentes[carece de fontes?] no mundo Árabe foram influenciados por organizações fascistas e nazistas durante a década de 1930.O Partido do Jovem Egipto  ("camisas Verdes") assemelhava-se à Juventude Hitleriana  e era "obviamente Nazista em forma", segundo o historiador Bernard Lewis. O Partido Social Nacionalista Sírio (SSNP) adotou estilos do fascismo. Seu emblema, o furacão vermelho,  foi inspirado na suástica  nazi  e o  líder Antoun Saadeh era conhecido como al-zaim (o Führer); o hino do partido  era "a Síria, a Síria, über alles", cantado sobre a mesma melodia do hino nacional alemão. Ele fundou o partido SSNP com um programa que afirmava que os Sírios eram  "uma raça distinta e naturalmente superior".